# Trudny problem świadomości
Trudny problem świadomości (ang. hard problem of consciousness) – w filozofii umysłu, trudny problem świadomości polega na wyjaśnieniu, dlaczego i jak ludzie i inne organizmy żywe posiadają qualia, świadomość fenomenalną czy subiektywne doświadczenia.
Problem ten jest przeciwstawiany do „łatwych problemów”, które dotyczą wyjaśnienia, dlaczego systemy fizyczne dają (zdrowemu) człowiekowi zdolność do rozróżniania i integracji informacji oraz wykonywania funkcji behawioralnych i jakie są neuronalne korelaty świadomości odpowiadające tym zdolnościom. Łatwe problemy są podatne na wyjaśnienie w kategoriach mechanizmów obliczeniowych lub neuronowych, ponieważ dotyczą one określonych funkcji poznawczych, poprzez określenie fizycznych mechanizmów odpowiedzialnych za te funkcje. Zwolennicy trudnego problemu świadomości twierdzą, że trudny problem jest odrębny od tych problemów, ponieważ wyjaśniając wszystkie funkcje poznawcze i mechanizmy, wciąż nie wyjaśnia się, dlaczego i jak pojawia się subiektywne doświadczenie towarzyszące tym mechanizmom. Aby wzmocnić swoją argumentację, zwolennicy często odwołują się do różnych filozoficznych eksperymentów myślowych, takich jak filozoficzne zombi (które w ich mniemaniu są wyobrażalne), odwrócone widmo, argument z wiedzy, czy rzekoma niepoznawalność obcych stanów świadomości, takich jak doświadczenie bycia nietoperzem.
Istnienie trudnego problemu świadomości jest kwestionowane. Według badań PhilPapers z 2020, gdzie przepytanych zostało 1785 filozofów z całego świata, większość (62,4%) badanych filozofów uważa, że trudny problem jest rzeczywistym problemem, podczas gdy 29,8% stwierdziło, że on nie istnieje.

## Sformułowanie problemu

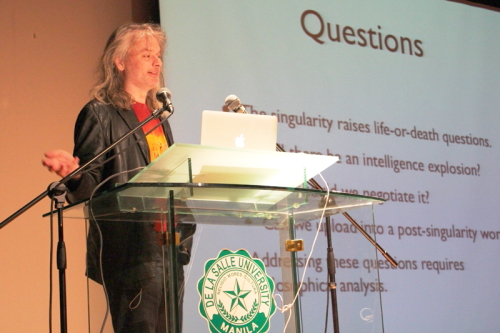
Chalmers na scenie podczas wydarzenia z okazji Roku Alana Turinga na Uniwersytecie De La Salle w Manili, 27 marca 2012

Termin trudnego problemu świadomości został wprowadzony przez Davida Chalmersa podczas wykładu wygłoszonego na konferencji The Science of Consciousness w 1994 w Tucson w stanie Arizona. W kolejnym roku główne punkty wystąpienia Chalmersa zostały opublikowane w Journal of Consciousness Studies, zyskując znaczną uwagę badaczy świadomości i stając się tematem specjalnego wydania tego czasopisma. W 1996 Chalmers opublikował książkę Świadomy umysł – obszerną pracę na temat trudnego problemu świadomości, w której rozwinął swoje główne argumenty i odpowiedział na kontrargumenty.
Świadomość jest niejednoznacznym terminem. Może odnosić się m.in. do samoświadomości, świadomości otoczenia czy stanu bycia obudzonym. Chalmers używa definicji świadomości Thomasa Nagela: uczucie tego, jak to jest być czymś. Świadomość w tym sensie jest synonimem subiektywnego doświadczenia.
Chalmers po raz pierwszy sformułował trudny problem w swoim artykule Facing up to the problem of consciousness (1995), gdzie zwraca on uwagę na zagadkowość tego, dlaczego niektóre organizmy są podmiotem subiektywnych doświadczeń. Podkreśla, że mimo przetwarzania informacji przez nasze systemy poznawcze, nie mamy wyjaśnienia, dlaczego towarzyszy temu subiektywne doświadczenie, takie jak obraz mentalny lub doświadczenie emocjonalne. Chalmers uważa, że chociaż uznaje się, iż doświadczenia te mają podstawę fizyczną, brakuje nam pełnego wyjaśnienia, dlaczego i jak fizyczne procesy prowadzą do bogatego życia wewnętrznego.
Chalmers twierdzi, że nawet po wyjaśnieniu wszystkich funkcji poznawczych i behawioralnych związanych z doświadczaniem nadal pozostaje dalsze pytanie: Dlaczego wykonywaniu tych funkcji towarzyszy doświadczenie?

### Łatwe problemy
Łatwymi problemami nazywa się te, które są podatne na standardowe metody nauk kognitywnych. Problemy te są podatne na wyjaśnienie w kategoriach mechanizmów obliczeniowych lub neuronowych. Łatwe problemy świadomości obejmują wyjaśnienie zjawisk takich jak:
- zdolność do rozróżniania, kategoryzowania i reagowania na bodźce środowiskowe;
- integrację informacji przez system poznawczy;
- możliwość raportowania stanów mentalnych;
- zdolność systemu do dostępu do własnych stanów wewnętrznych;
- skupienie uwagi;
- celową kontrolę zachowania;
- różnicę między stanem czuwania a snem.

Łatwe problemy charakteryzują się tym, że można je analizować poprzez „struktury i funkcje”.

### Trudny problem
Trudny problem świadomości, w przeciwieństwie do łatwych, polega na wyjaśnieniu, dlaczego i jak tym procesom towarzyszą doświadczenia. Może również obejmować pytanie, dlaczego te procesy są towarzyszące przez takie, a nie inne konkretne doświadczenia oraz dlaczego świadomość istnieje w ogóle (dlaczego istnieją qualia; dlaczego nie jesteśmy filozoficznymi zombi)?
Chalmers uważa, że rozwiązanie trudnego problemu jest niemożliwe poprzez zredukowanie go do łatwych problemów. Argumentuje on, że możliwe jest wyobrażenie sobie, że fizyczne procesy skorelowane z danymi subiektywnymi doświadczeniami mogłyby mieć miejsce bez jakiegokolwiek doświadczenia towarzyszącego tym procesom.
James Trefil sugeruje, że problem świadomości jest jedynym, w którym nie potrafimy wyznaczyć, jakie konkretnie pytanie należy zadać.

### Tło historyczne
Chalmers nie odkrył trudnego problemu. Sam Chalmers zaznacza, że wielu myślicieli w niedawnej i odległej przeszłości dostrzegło szczególne trudności w wyjaśnieniu świadomości. Twierdzi on, że wszystko, co jego oryginalna praca z 1996 wniosła do dyskusji to „chwytliwa nazwa, niewielkie przeformułowanie znanych filozoficznie punktów i konkretne podejście do radzenia sobie z nimi”.
Wśród myślicieli, którzy przedstawili argumenty podobne do sformułowania trudnego problemu przez Chalmersa, znajdują się m.in. Isaac Newton, John Locke, Gottfried Wilhelm Leibniz, John Stuart Mill i Thomas Henry Huxley. Podobnie, azjatyccy filozofowie tacy jak Dharmakirti i Guifeng Zongmi omawiali problem powstawania świadomości z nieświadomej materii.

## Powiązane zagadnienia

### Dylemat psychofizyczny
Dylemat psychofizyczny to problem stosunku umysłu do ciała. Jest to bardziej uogólnione zagadnienie niż trudny problem świadomości, ponieważ dotyczy on tego, jak umysł i ciało są ze sobą powiązane w ogóle. Trudny problem, w przeciwieństwie do tego, jest postrzegany jako problem dotyczący głównie materialistycznych czy tradycyjnych redukcyjnych fizykalistycznych teorii umysłu.

### Luka eksplanacyjna
Problem logicznej niezależności koncepcji stanów fenomenalnych od ustaleń w zakresie fizjologii skłania wielu filozofów do wniosku, że istnieje luka eksplanacyjna między kategoriami pojęć fenomenalnych a wyjaśnieniem w kategoriach pojęć fizjologicznych bądź fizycznych. Pojęcie luki eksplanacyjnej zostało wprowadzone w 1983 przez filozofa Josepha Levine'a.
Levine kwestionuje, że stany świadomości mogłyby być redukowalne do opisu stanów neuronalnych. Używa on przykładu bólu (jako przykładu stanu świadomości) oraz jego redukcji do wyładowań włókien typu C (rodzaju komórek nerwowych). Levine zaznacza, że jeśli świadomość jest fizyczna, nie jest jasne, które stany fizyczne odpowiadają którym stanom świadomym. Połączenie między dwoma poziomami opisu jest przypadkowe, a nie konieczne. Jest to istotne, ponieważ w większości przypadków, powiązanie dwóch poziomów opisu naukowego (takich jak fizyka i chemia) odbywa się z zapewnieniem koniecznych powiązań między dwoma teoriami (na przykład, chemia wynika koniecznie z fizyki).
Levine nie uważa, że luka eksplanacyjna oznacza, że świadomość nie jest czymś fizycznym. Uważa on jedynie, że jest to epistemologiczny problem dla fizykalizmu. W przeciweństwie do Levine'a Chalmers uważa, że trudny problem wskazuje na to, że świadomość ma właściwości, które nie są fizyczne.

### Argument z wiedzy
Argument z wiedzy ma na celu ustalenie, że są fakty na temat świadomości, które nie da się wydedukować z faktów fizycznych. Opiera się na idei, że ktoś, kto ma pełną wiedzę fizyczną o innej świadomej istocie, może nie mieć wiedzy o tym, jak to jest mieć doświadczenia tej istoty. Jest to jeden z najczęściej omawianych argumentów przeciwko fizykalizmowi.
Argument z wiedzy został sformułowany przez Franka Jacksona w 1982. Jackson przywołuje eksperyment myślowy, w którym hipotetyczna neurobiolog imieniem Maria całe swoje życie spędziła w czarno-białym pokoju i nigdy wcześniej nie widziała koloru. Zna jednak wszystko, co można wiedzieć o mózgu i percepcji kolorów. Chalmers uważa, że gdy Maria zobaczy kolor czerwony po raz pierwszy, to uzyskuje ona nową wiedzę, która jest odmienna od i nieredukowalna do jej wcześniejszej fizycznej wiedzy o mózgu i percepcji wizualnej — jest to silniejsza wersja argumentu z wiedzy. W wersji tej twierdzi się, że Marii nie tylko brakuje subiektywnej wiedzy na temat tego, jak wygląda kolor czerwony, ale że brakowałoby jej wiedzy o obiektywnym fakcie dotyczącym świata: mianowicie, „jak wygląda czerwony”, co jest faktem niefizycznym, który można poznać tylko poprzez bezpośrednie doświadczenie (qualia). Choć powszechnie uznaje się argument z wiedzy za obiekcje przeciw fizykalizmowi bądź chociaż redukcyjnym wersjom fizykalizmu, istnieje też alternatywne podejście do argumentu, gdzie postrzega się go jako obiekcje przeciwko innej pozycji, którą nazywa się obiektywizmem. Jest to pogląd, według którego obiektywny opis świata może być kompletny oraz nie ma aspektów rzeczywistości, które można zrozumieć tylko poprzez posiadanie doświadczeń określonego typu.

### Filozoficzne zombi
Zombi w filozofii są eksperymentem myślowym często używanym w dyskusjach dotyczących trudnego problemu świadomości. Są to hipotetyczne istoty, które są identyczne z ludźmi zarówno fizycznie, jak i w zachowaniu, ale nie posiadają żadnego subiektywnego doświadczenia. Z definicji, bycie takim zombi nie wiąże się z żadnym doświadczeniem, mimo to, że istoty te mogą poświęcać wiele czasu na dyskusje na temat świadomości. Filozofowie tacy jak Chalmers, Joseph Levine i Francis Kripke uważają, że zombi nie są możliwe w świecie rzeczywistym, ale możliwe w granicach logiki. Oznaczałoby to, że fakty dotyczące doświadczeń nie wynikają logicznie z faktów fizycznych, a zatem świadomość byłaby nieredukowalna. Filozof Daniel Dennett krytykuje używania pojęcia zombi w tej dziedzinie, nazywając je metafizycznie, logicznie oraz fizycznie niemożliwym.

## Odpowiedzi na problem

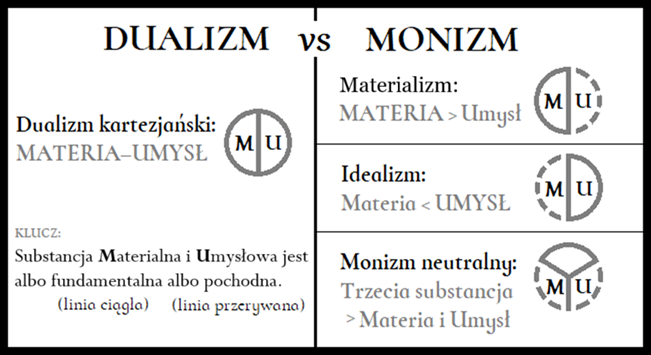
Diagram przedstawiający relacje między różnymi poglądami dotyczącymi związku między świadomością a światem fizycznym.

Powyższe argumenty są ze sobą blisko powiązane. Wszystkie zaczynają od ustanowienia epistemicznej luki między domenami fizycznymi a fenomenalnymi. Argumenty te zaprzeczają pewnego rodzaju epistemicznej implikacji, że prawdy fenomenalne {\displaystyle Q} wynikają z prawd fizycznych {\displaystyle P}: dedukowalności {\displaystyle Q} z {\displaystyle P}, możliwości wyjaśnienia {\displaystyle Q} w kategoriach {\displaystyle P}, lub pojmowania {\displaystyle Q} na podstawie refleksyjnego pojmowania {\displaystyle P}. Następnie argumenty te przechodzą do wnioskowania o istnieniu ontologicznej luki, zwykle poprzez konieczność: {\displaystyle P} powoduje {\displaystyle Q}, kiedy implikacja materialna {\displaystyle P\to Q} jest metafizycznie konieczna, lub kiedy metafizycznie niemożliwe jest, aby {\displaystyle P} istniało bez {\displaystyle Q}. Powszechnie uważa się, że materializm wymaga, aby {\displaystyle P} implikowało wszystkie prawdy, więc jeśli istnieją fenomenalne prawdy {\displaystyle Q}, które {\displaystyle P} nie implikuje, wtedy materializm jest fałszywy. Chalmers nazywa ten rodzaj argumentów argumentami epistemicznymi.
Trudny problem świadomości jest uznawany za problem dotyczący głównie materialistycznych czy fizykalistycznych poglądów na umysł. Jest jednak kilka sposobów, w jakie materialista może przeciwstawić się argumentom epistemicznym na rzecz trudnego problemu, które są omówione poniżej. Inni badacze uznają problem za rzeczywisty i starają się go rozwiązać poprzez modyfikację fizykalizmu lub porzucenie go na rzecz alternatywnej ontologii (np. dualizm, idealizm lub panpsychizm). Inni akceptują też problem jako rzeczywisty, ale uznają, że jego rozwiązanie wykracza poza zdolności poznawcze człowieka (misterianizm).
Według badań PhilPapers przeprowadzonych w 2020, gdzie przepytano 1785 filozofów z całego świata, 62,42% odpowiedziało, że uznaje trudny problem za rzeczywisty i 29,76% zaprzeczyło istnienia problemu. Stosunek do fizykalizmu również się różni wśród filozofów, gdzie 51,93% badanych wskazało, że akceptują lub skłaniają się ku fizykalizmowi, a 32,08% wskazało, że odrzucają fizykalizm. 6,23% odpowiedziało, że są agnostykami lub niezdecydowanymi.

### Materializm typu-A
Zgodnie z materializmem typu-A, nie ma luki epistemicznej między wyjaśnieniami fenomenalnymi a fizycznymi; albo przynajmniej, każda domniemana luka może zostać łatwo załatana. Zgodnie z tym poglądem, nie pozostaje już żaden trudny problem, kiedy rozwiąże się łatwe problemy wyjaśnienia różnych funkcji poznawczych, behawioralnych i środowiskowych. W tej wersji materializmu filozoficzne zombi nie są logiczną możliwością, a Maria po zobaczeniu koloru po raz pierwszy, nie uzyskuje informacji na temat żadnej fenomenalnej prawdy, a co najwyżej posiada ona nową zdolność. Do materialistów typu-A zaliczają się Daniel Dennett, Fred Dretske, Gilbert Harman oraz Patricia Churchland.
Niektórzy materialiści typu-A uznają istnienie doświadczeń fenomenalnych, ale uważają, że nie są one niczym więcej niż funkcjami i zachowaniami. Pogląd ten określa się jako silny redukcjonizm. Inni materialiści typu-A całkowicie odrzucają istnienie fenomenalnej świadomości. Ten pogląd określa się jako materializm eliminacyjny. Oba poglądy zgadzają się, że jesteśmy świadomi w sensie posiadania funkcjonalnych zdolności raportowania, kontroli, kategoryzacji, obserwacji i oceny własnego zachowania i tym podobnych oraz zgadzają się, że nie jesteśmy świadomi w żadnym innym (niefunkcjonalnie zdefiniowanym) sensie.
Jednym z argumentów przywoływanych przez materialistów typu-A jest powołanie się o analogię. Mówią, że myśliciele w różnych momentach w historii utrzymywali istnienie analogicznej luki epistemicznej, która potem okazała się możliwa do wyjaśnienia w ramach współczesnych paradygmatów naukowych. Daniel Dennett porównuje trudny problem świadomości do witalistów, którzy mogliby błędnie stwierdzić istnienie „trudnego problemu życia”.
Chalmers krytykuje tę analogię. Przywołuje on stanowisko filozofa Charliego Dunbara Broada, który był witalistą, ale odrzucał istnienie niematerialnego pędu życiowego. Uważał, że życie jest właściwością emergentystyczną. Broad utrzymywał, że w przypadku życia, w przeciwieństwie do przypadku świadomości, jedynym dowodem, jaki mamy na to zjawisko, jest dowód behawioralny, a „bycie żywym” oznacza wykazywanie pewnych rodzajów zachowań. Chalmers twierdzi, że nawet gdyby witalista utrzymywał, że coś więcej niż same funkcje wymagają wyjaśnienia, to oczywistą odpowiedzią byłoby, że nie ma powodu, aby wierzyć w takie eksplanandum, a zatem analogia ta jest nieprawidłowa.

### Materializm typu-B
Zgodnie z materializmem typu-B istnieje epistemiczna luka między domenami fizycznymi a fenomenalnymi, ale nie ma ontologicznej luki. Według tego poglądu filozoficzne zombi są wyobrażalne w granicach logiki, ale nie są metafizycznie możliwe, a Maria nie zna niektórych fenomenalnych prawd przed zobaczeniem koloru, ale mimo to prawdy te dotyczą fundamentalnie fizycznej rzeczywistości (po zobaczeniu koloru, poznaje ona stare fakty w nowy sposób). Zgodnie z tym poglądem, trudny problem istnieje jako oddzielny od łatwych problemów, ale nie odpowiada on odrębnej domenie ontologicznej. Argumenty epistemiczne są akceptowane przez materialistów typu-B, ale według nich, argumenty te jedynie dają nam wgląd w to, w jaki sposób umysł ludzki ma tendencję do konceptualizowania relacji między umysłem a materią, a nie w to, jaka jest prawdziwa natura tej relacji.
Materialiści typu-B uważają, że pojęcia fenomenalne i odpowiadające im pojęcia fizykalne odnoszą się do tych samych stanów pomimo swej pojęciowej odrębności. Zwolennicy tego poglądu często powołują się o analogię, że takie różnice pojęciowe istnieją też w innych domenach. Filozofowie tacy jak Ned Block oraz Robert Stalnaker argumentują, że woda i H2O odnoszą się do tej samej rzeczy w naturze, mimo że pojęcia te różnią się od siebie. Według tego poglądu coś podobnego dotyczy świadomości. Pojęcie świadomości jest odrębne od wszelkich pojęć fizycznych lub funkcjonalnych, ale możemy odkryć empirycznie, że odnoszą się one do tej samej rzeczy w naturze. W ten sposób można wyjaśnić, dlaczego istnieje luka epistemiczna między domeną fizyczną a fenomenalną, jednocześnie zaprzeczając jakiejkolwiek luce ontologicznej.
Chalmers odpowiada, że luka epistemiczna między domenami fizycznymi a fenomenalnymi wydaje się różnić od luk w innych obszarach. Twierdzi on, że przeciwieństwie do analogii z wodą gdzie pełny opis fizyczny pozwala na wyprowadzenie wszystkich istotnych prawd, świadomość nie podąża za tym wzorcem.
Inni badacze świadomości twierdzą, że trudny problem świadomości jest artefaktem kulturowym, unikalnym dla współczesnej kultury zachodniej. W tym założeniu luka epistemiczna istnieje za konsekwencją faktów psychologicznych, które powodują, że intuicyjnie odczuwamy trudny problem, a fakty te są uwarunkowane kulturowo. Anna Wierzbicka argumentuje, że słownictwo używane przez badaczy świadomości (w tym słowa takie jak doświadczenie i świadomość) nie są uniwersalnie przetłumaczalne i są specyficznie angielskie. Wierzbicka wymienia Davida Chalmersa i argumentuje, że gdybyśmy używali słów, które są bardziej uniwersalnie możliwe do przetłumaczenia (takich jak myśleć, wiedzieć i czuć) to trudny problem by zaniknął. Chalmers odpowiedział na tę krytykę, mówiąc, że nie będzie on przepraszać za stosowanie technicznych terminów w artykule akademickim, oraz że „odgrywają one kluczową rolę w efektywnej komunikacji w każdej dyscyplinie, w tym w dyscyplinie Wierzbickiej”.

### Materializm typu-C
Zgodnie z materializmem typu-C istnieje epistemiczna luka między domenami fizycznymi a fenomenalnymi, ale z zasady jest ona możliwa do zamknięcia. Z tego punktu widzenia, filozoficzne zombi są obecnie wyobrażalne w granicach logiki oraz wydaje się, że Maria nie zna fenomenalnych prawd, ale są to wyłącznie problemy tymczasowe, które wynikają z ograniczeń naszych zdolności poznawczych. Wedle tego poglądu, można powiedzieć, że prawdy fenomenalne są w zasadzie dedukowalne z prawd fizycznych, ale dedukowalność jest podobna do złożonej prawdy matematycznej: jest dostępna w zasadzie, ale nie jest dostępna dla nas teraz, być może dlatego, że wymagana argumentacja jest obecnie poza naszym zasięgiem, lub może dlatego, że nie rozumiemy obecnie wszystkich wymaganych prawd fizycznych. Jeśli tak jest, to będzie nam się wydawać, że istnieje luka między procesami fizycznymi a świadomością, ale w naturze takiej luki nie będzie. Chalmers twierdzi jednak, że pogląd ten jest bardzo niestabilny i po bliższym zbadaniu, rozpada się on w jedną z pozostałych pozycji.

### Dualizm typu-D
Dualizm typu-D zakłada, że procesy fizyczne, jak i zjawiska fenomenalne są ontologicznie odrębne, ale mają wzajemną moc przyczynową. Ta pozycja jest często nazywana dualizmem interakcjonistycznym oraz sugeruje, że stany fizyczne mogą prowadzić do stanów fenomenalnych i odwrotnie, tworząc dwukierunkową relację regulowaną przez określone prawa psychofizyczne. Oznacza to, że ewolucja stanów fizycznych nie jest determinowana wyłącznie przez prawa fizyczne, ale także przez zasady opisujące, jak stany fenomenalne wpływają na stany fizyczne.
Ten rodzaj dualizmu ma niewielkie poparcie wśród badaczy świadomości i jest uznawany za pozycję niepopartą współczesnymi dowodami naukowymi oraz nie jest jasne jak dwie, ontologicznie odrębne substancje mogą mieć wzajemną moc przyczynową. Chalmers jest również krytyczny wobec tego poglądu.

### Dualizm typu-E
Dualizm typu-E zakłada, że procesy fizyczne, jak i zjawiska fenomenalne są ontologicznie odrębne, ale doświadczenia fenomenalne nie mają wpływu na zjawiska fizyczne. Pogląd ten jest też znany jako epifenomenalizm. Podobnie jak dualizm typu-D, pogląd ten jest kompatybilny dualizmem substancyjnym, dualizmem własności oraz emergentyzmem.
Jedyną z obiekcji przeciwko epifenomenalizmowi jest to, w jaki sposób jesteśmy w stanie zastanawiać się nad świadomością, albo sformułować wypowiedź typu „jestem świadomy”. Niektórzy sugerują, że takie podejście wyklucza jakąkolwiek wiedzę o świadomości, oraz że posiadanie przekonania na temat X wymaga, aby przekonanie to byłoby w jakiś sposób spowodowane przez X. W odpowiedzi epifenomenaliści mogą zaprzeczyć założeniu, że wiedza wymusza istnienie jakiegoś związku przyczynowego. Chalmers uznaje ten pogląd za ostatecznie spójny, ale mocno sprzeczny z intuicją.

### Monizm typu-F
Monizm typu-F to pogląd, że świadomość jest konstytuowana przez właściwości bytów fizycznych, a własności fenomenalne znajdują się na fundamentalnym poziomie rzeczywistości fizycznej. Jednym z argumentów używanym przeciwko tego rodzaju poglądom jest problem kombinacji – jeśli wszystko, co istnieje fizycznie, posiada minimalne własności fenomenalne to, w jaki sposób te mikrodoświadczenia łączą się, aby tworzyć szersze i scalone doświadczenia świadome? Chalmers odnosi się również do różnicy między strukturami makrofenomenalnymi a makrofizycznymi mimo ich przewidywanej izomorficzności oraz do problemu palety, czyli w jaki sposób ograniczona paleta mikrodoświadczeń (wynikająca ze stosunkowo niewielkiej ilości fundamentalnych bytów mikrofizycznych, postulowanych w ramach standardowego modelu fizycznego) daje szeroki wachlarz makrodoświadczeń.

#### Fizykalistyczny idealizm
Fizykalistyczny idealizm jest niematerialistycznym twierdzeniem fizykalistycznym, zgodnie z którym rzeczywistość ma charakter doświadczalny oraz świat naturalny jest wyczerpująco opisany przez równania fizyczne i ich rozwiązania. Pogląd ten kwestionuje założenie obecne w niektórych odmianach fizykalizmu, jakoby ontologiczna natura tego, co opisują równania fizyczne, nie była fenomenalna. Zwolennikami tego poglądu są m.in. David Pearce oraz Galen Strawson. Zgodnie z fizykalistycznym idealizmem, luka eksplanacyjna jest załatana poprzez rozszerzenie tego, co uznawane jest za „fizyczne”. Świadomość bierze się z zjawisk fizycznych, które są fundamentalnie różniące się od tych typowo kojarzonych z materializmem, oferując w ten sposób potencjalne rozwiązanie trudnego problemu bez uciekania się do niefizycznych bytów lub sił.
Jednym z istotnych problemów świadomości jest problem scalania, który jest podobny do problemu kombinacji, ale nie dotyczy on wyłącznie panpsychicznych teorii umysłu. Problem scalania dotyczy tego w jaki sposób neurony mimo przetwarzania różnych cech obiektów doświadczalnych i bycia rozproszonymi w naszych mózgach, potrafią dać fenomenalnie „scalone” jednolite obiekty doświadczalne zajmujące jednolite pole percepcyjne i postrzegane przez jednolity podmiot. Takie fenomenalne scalanie zdaje się niemożliwe dla rozdzielonych szczelinami synaptycznymi i otoczonymi błonami komórek nerwowych, nawet przy założeniu, że scalanie jest efektem synchronicznej aktywności neuronowej. David Pearce argumentuje, że fenomenalne scalanie jest manifestacją kwantowej koherencji, gdyż ta ze swojej natury jest w stanie zapewnić ontologiczną jedność doświadczeń. Pearce argumentuje też, że pozorna różnica strukturalna między strukturami fizycznymi i fenomenalnymi wynika z obecnie zbyt niskiej rozdzielczości czasowej instrumentów do badania zjawisk wewnątrz naszych mózgów, a problem palety wynika z ontologii, która jest oparta na cząstkach. Jeśli zamiast tego fizykalistyczny idealista przyjmie ontologię opartą na kwantowej teorii pola, to różnorodne wartości fundamentalnych pól kwantowych dają różnorodne subiektywne tekstury mikrodoświadczeń.